# Corinne Spahr
Corinne Spahr (1968) è un'ex sciatrice alpina svizzera.

## Biografia
Gigantista pura, la Spahr debuttò in campo internazionale in occasione dei Mondiali juniores di Bad Kleinkirchheim 1986; in Coppa Europa nella stagione 1986-1987 si piazzò 5ª nella classifica di specialità e nella stagione 1987-1988 fu 6ª. Non prese parte a rassegne olimpiche né ottenne piazzamenti in Coppa del Mondo o ai Campionati mondiali.

## Palmarès

### Coppa Europa
- Miglior piazzamento in classifica generale: 15ª nel 1987